# Ogród Profesorski w Krakowie
Ogród Profesorski – ogród o powierzchni około 0,15 ha w Krakowie na Starym Mieście przy ul. Jagiellońskiej 17.
Znajduje się pomiędzy budynkami Uniwersytetu Jagiellońskiego: od północnego wschodu ograniczają go Collegium Medicum i Collegium Maius, od południowego wschodu ul. Jagiellońska, od południowego zachodu Collegium Minus i Collegium Witkowskiego a od północnego zachodu Planty.

## Historia
Pierwsze wzmianki o ogrodzie pojawiają się w 1467 roku. Ogród i sad rozciągały się wtedy od południowego zachodu Collegium Maius do murów miejskich. Warzywa i owoce w nim zebrane trafiały na stół profesorski w refektarzu Collegium. W roku 1475 postawiono w nim zagrodę dla drobiu.
Pod koniec XVIII wieku ogród pozbawiony profesorskiej opieki, gdyż profesorowie wyprowadzili się z kolegium, został zaniedbany i nie odnowiono go podczas restauracji Collegium Maius w latach 1840-1871. Służył jako skład materiałów budowlanych.
Został ponownie zagospodarowany w końcu XIX stulecia przez Zakład Botaniki UJ. Uprawiano w nim 300 gatunków roślin.
W 1908 roku zajęto dużą jego część pod budowę Collegium Witkowskiego. Ogród ponownie został zniszczony i taki stan trwał do lat 60. XX wieku, wtedy częściowo uporządkowany teren zaczął służyć uczelni jako zaplecze prac remontowych.

## Teraźniejszość
Odnowiono go w latach 2009-2010 z funduszy Społecznego Komitetu Odnowy Zabytków Krakowa i UJ. Wybrukowano alejki, postawiono drewniane ławeczki, zainstalowano efektowne oświetlenie, starannie dobrano rośliny. Na tyłach Collegium Witkowskiego znalazło się nawet niewielkie poletko na zioła.
Aranżację uzupełniają XIX-wieczne rzeźby profesorów, ubranych w togi i birety, choć nie wiadomo, kogo konkretnie przedstawiają. Bramy wejściowej strzeże dwóch kamiennych halabardników.
W ogrodzie zainstalowano interaktywne modele pięciu przyrządów naukowych. Każdy nawiązuje do innego etapu rozwoju krakowskiej uczelni.
Do XV i XVI wieków, złotego czasu Akademii Krakowskiej, nawiązują zegar słoneczny i model sfery armilarnej.
Półkule magdeburskie symbolizują okres oświecenia, powstawały wtedy pierwsze gabinety fizyczne.
Klatka meteorologiczna pochodzi z XIX wieku, wtedy na UJ rozpoczęły się stałe pomiary meteorologiczne.
Wiek XX symbolizuje oryginalne urządzenie z pierwszego cyklotronu budowanego przez pracowników uczelni oraz licznik scyntylacyjny do pomiaru promieniowania kosmicznego.
Ogród oddano do użytku 12 maja 2010 roku.
Wejście do ogrodu znajduje się przy ul. Jagiellońskiej 17. Dostać się do niego można także przez renesansową Długą Sień, z dziedzińca arkadowego Collegium Maius. Ogród jest ogólnodostępny od 22 kwietnia do 31 października, w godz. od 10.00 do 16.00.

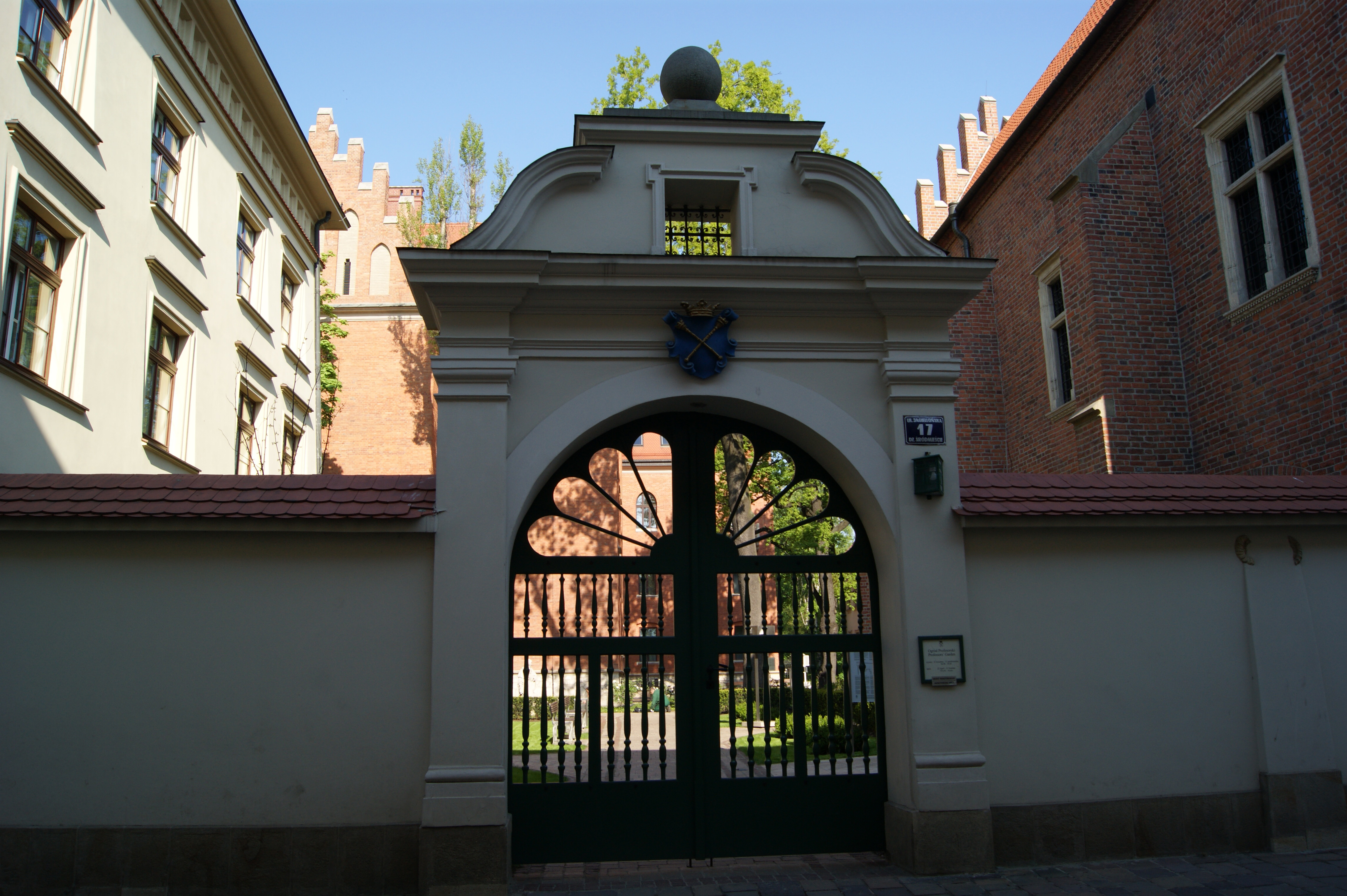
Brama do Ogrodu od ul. Jagiellońskiej
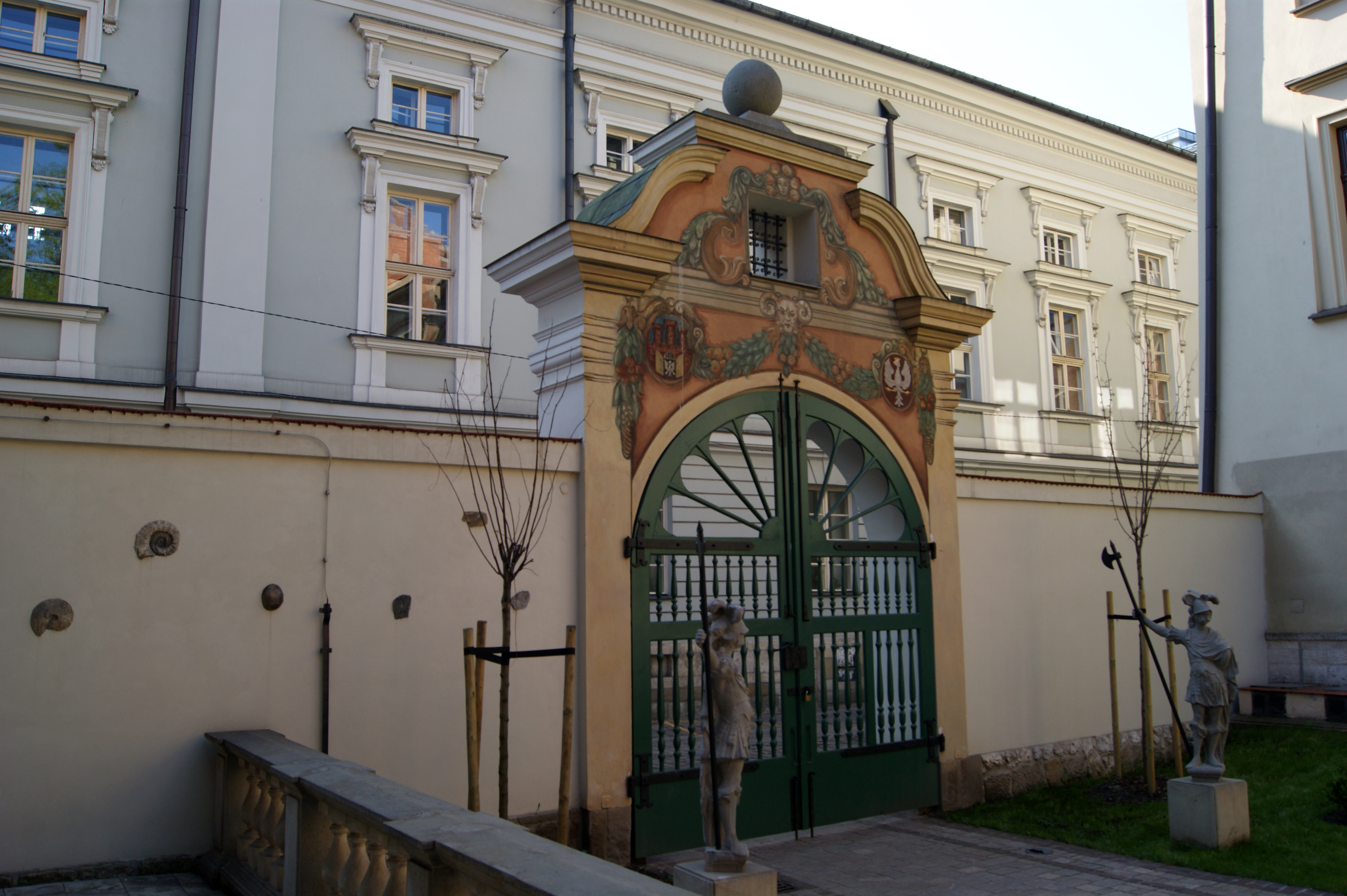
Halabardnicy